# Jeanine Claes
Jeanine Claes, apodada "l'Africaine" (La Africana) (Clichy, 5 de septiembre de 1947- Hobart, Tasmania, Australia,18 de octubre de 2019) es una artista francesa con fuertes raíces españolas a través de su padre, Gastón Rueda, bailarina, coreógrafa y profesora de la Federación Francesa de Danza.
A comienzos de los setenta, en el American Center (París), ella se convirtió al instante en la sensación cuando creó de la nada una clase sin precedentes, acerca de la expresión de la danza africana, donde descalza, ella era respaldada por algunos de los mejores percusionistas del mundo venidos desde diferentes horizontes.

## Biografía

### Primeros años (1947-1978)
Nacida entre 9 hermanos y creciendo en una casa vieja de dos habitaciones en tierra de nadie en los alrededores de París, los suburbios “Gennevilliers”, desde el principio su vida comenzó con signos de caos y movimiento. A los 3 años, ella asistió a clases de danza clásica, los cuales ella vio como un acto de fe y también como un acto de lucha permanente. Nueve años después, ¡ella se encontraba dictando estas clases! A pesar de su corta edad, la industria de la danza quería que ella ascendiera y entrara a l’École des Professeurs de Danse d’Irène Popard dos años antes de lo permitido. Pero ella eligió permanecer estudiando en el colegio y luego registrarse en  l’École Supérieure d’Études Chorégraphiques (en París), donde estudió danza moderna, danza rítmica y danza jazz. Después de ir a la universidad a realizar un curso de psicomotricidad en París V-René Descartes mientras trabajaba con niños discapacitados de los Gennevilliers.
Mientras estudiaba, ella aún no estaba segura de continuar una carrera de danza clásica. ¿Cómo podría ella liberarse de la rigidez de un ambiente antinatural donde ella tan siquiera podría expresar la rabia contenida desde su infancia ? A pesar de sus dudas, ella continúo enseñando danza e intentando adquirir más experiencia con los “delincuentes” de Colombes. En mayo de 1968, con 20 años, cuando los trabajadores industriales se encerraron en las fábricas del Ceinture Rouge (cinturón rojo), escoltada por su grupo de “delincuentes”, ella se las arregló para desbloquear las puertas y así poder realizar un performance de danza en vivo. Una danza para los “Otros” y nunca solitarios.
Continuando la búsqueda desesperada por algo de energía pura, continúo su trabajo en sus propios ritmos y pasos. Entonces, ella se cruzó con el danzador Haitiano Herns Duplan, un estudiante de Katherine Dunham y su clase llamada Expression Primitive (expresión primitiva). Finalmente, encontró su camino, símbolo de una urgente necesidad orgánica. Nacida de nuevo en la danza, ahora además de poder expresar sus emociones, ella pudo exorcizar sus demonios personales. En el American Center tanto su clase como su compañía fue llamada Rythme et Danse (Ritmo y Danza). Hablando de ello, los expertos en danza decían que sus clases tenían un gran similitud con las danzas Africanas, pero Jeanine Claes no lo sabía, pues ella nunca había puesto un pie en África. Al mismo tiempo ella habría comenzado una relación de 5 años con el percusionista Guem. Una relación en nombre del amor por la danza y la música. Gracias a ella, en el proceso, Guem abrió su camino a la fama. La canción de culto Le Serpent (La Serpiente) es fruto de su relación e inspirada en la forma el a que ella se movía en el escenario. Remasterizada en 1996 por el show Francés de televisión Ça se discute, Este sencillo dio a conocer a Guem en el los medios masivos, solo que el olvido mencionar que esa canción fue primero escrita con y por la danzadora Jeanine Claes.

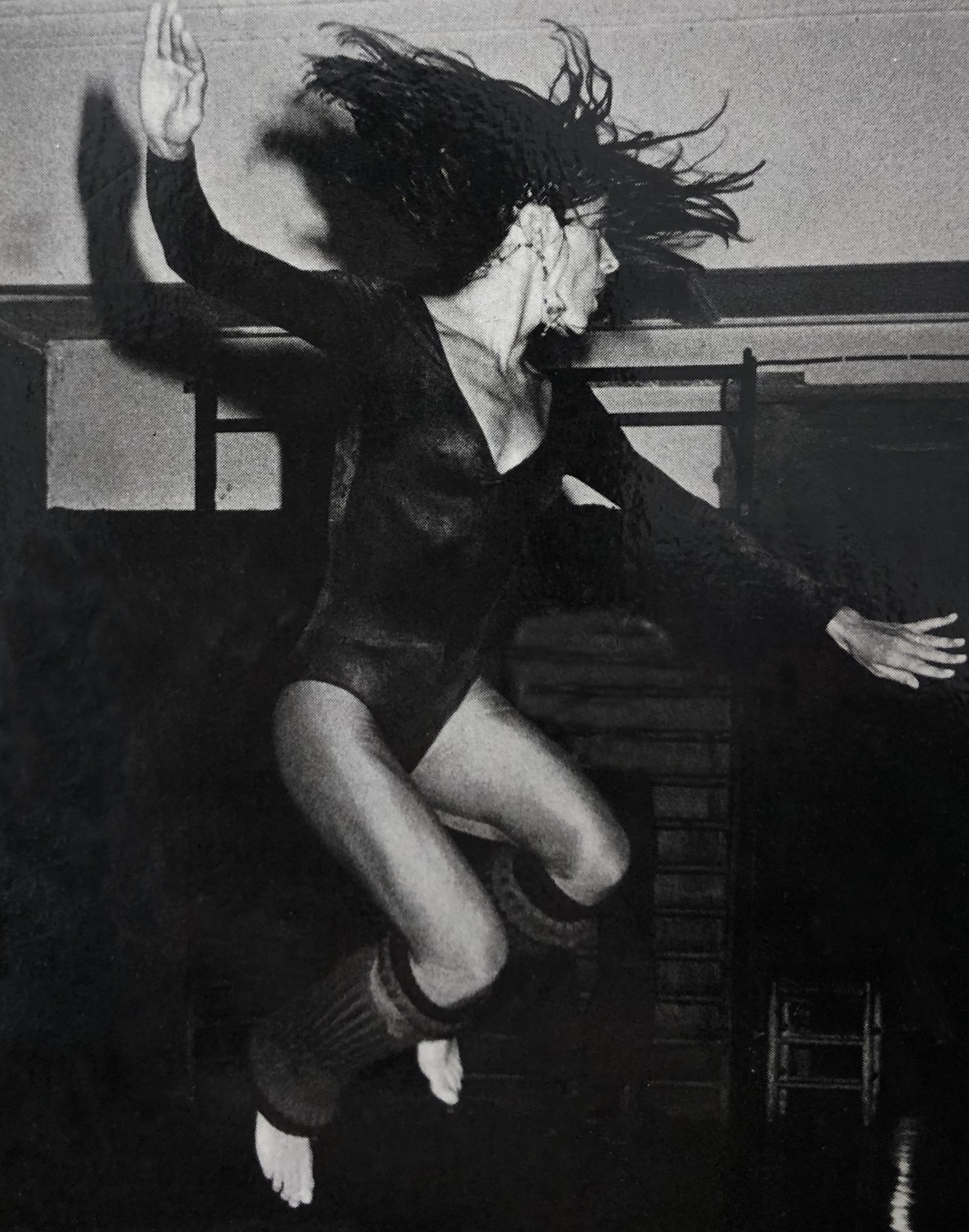
Colección Jeanine Claes

En ese momento, la danza de Jeanine alcanzó otro nivel, tanto en su destino, como en su técnica. Escapando de la dictadura del entonces presidente Sékou Touré en Guinea-Conakri, les Grands ballets d’Afrique Noire vivían prácticamente en las calles del Latin Quartier de París. Cuando sus miembros descubrieron a Jeanine Claes, no lo podían creer, ella danzaba como las mujeres de sus comunidades. Libertad de espíritu y de expresión, eran mantenidas y trabajando juntas por ella en el American Center, utilizando todos los músicos de la tropa y tomando como asistente al poeta Tidjani Cissé, el cual en 2010, se convertiría en el ministro de artes en Guinea- Conakri (1). Ahora ella se encontraba danzando con una docena de maestros percusionistas (Abbouh Boubacar, Sidiki Condé, Amara Soumah, etc), Sus clases completamente agotadas, con 60 estudiantes por sesión, entre ellas la nueva ola de actriz Francesca como Isabelle Adjani, Isabelle Huppert, Sandrine Bonnaire o Valerie Kaprisky, algunos de ellos se convertirían en profesores por derecho propio. Durante los fines de semana, ella dictaba talleres por toda Francia, Europa e incluso el Norte de África y fue invitado regularmente a participar en algunos festivales internacionales.
Muy duro consigo, ella también fue dura con sus estudiantes, sus músicos y todo lo demás, ¡habla con Mick Jagger al respecto! En junio de 1978, promocionando su nuevo álbum de vinilo Black and Blue, Los Rolling Stones jugaron cuatro días seguidos en los Abattoirs de La Villette (París). El cantante de los Stones le pidió a Jeanine que terminara su gira europea con ellos. Iba a estar en el escenario con un breve vestido, pero se negó a decirle a Jagger que era demasiado vulgar.

### El retorno (1978-1979)
El Pascua de 1978, después de haber roto con Guem, ella tomo 2 semanas libres en el sur de España pero un terrible accidente las recorto. Repatriada de emergencia en avión al l’hôpital Cochin, de París, allí el diagnóstico del cirujano fue certero: dislocación y fractura en C4 - C5 (entre la cuarta y quinta vértebra cervical). Su carrera en danza estaba acabada. Pero en vez de realizar un proceso normal de “soldado de hueso”, el cirujano decidió colocar un dispositivo de titanio, esperando que algún día lograra volver a caminar, pero a danzar nunca! Ella estuvo en recuperación en la cama del hospital con su cuello inmovilizado por cerca de tres meses, luego retorno a su hogar en una silla de rueda. Algunas semanas después ella “echo” a su equipo fisioterapia argumentando que ella podría recuperarse a través de ejercicios básicos de danza, los cuales en el pasado, habrían ayudado a esculpir naturalmente su cuerpo. Tres meses después ella estaba trabajando en el American center con el inmovilizador de cuello. Un día, en frente de sus alumnos y percusionistas, se quitó violentamente el inmovilizador y lo tiro al suelo. Ella estaba de regreso, de regreso en su mejor forma; Sorprendido con su increíble recuperación, el cirujano vino a su clase con un equipo de filmación a grabar el acontecimiento

### Alrededor del mundo (1979 - 1985)

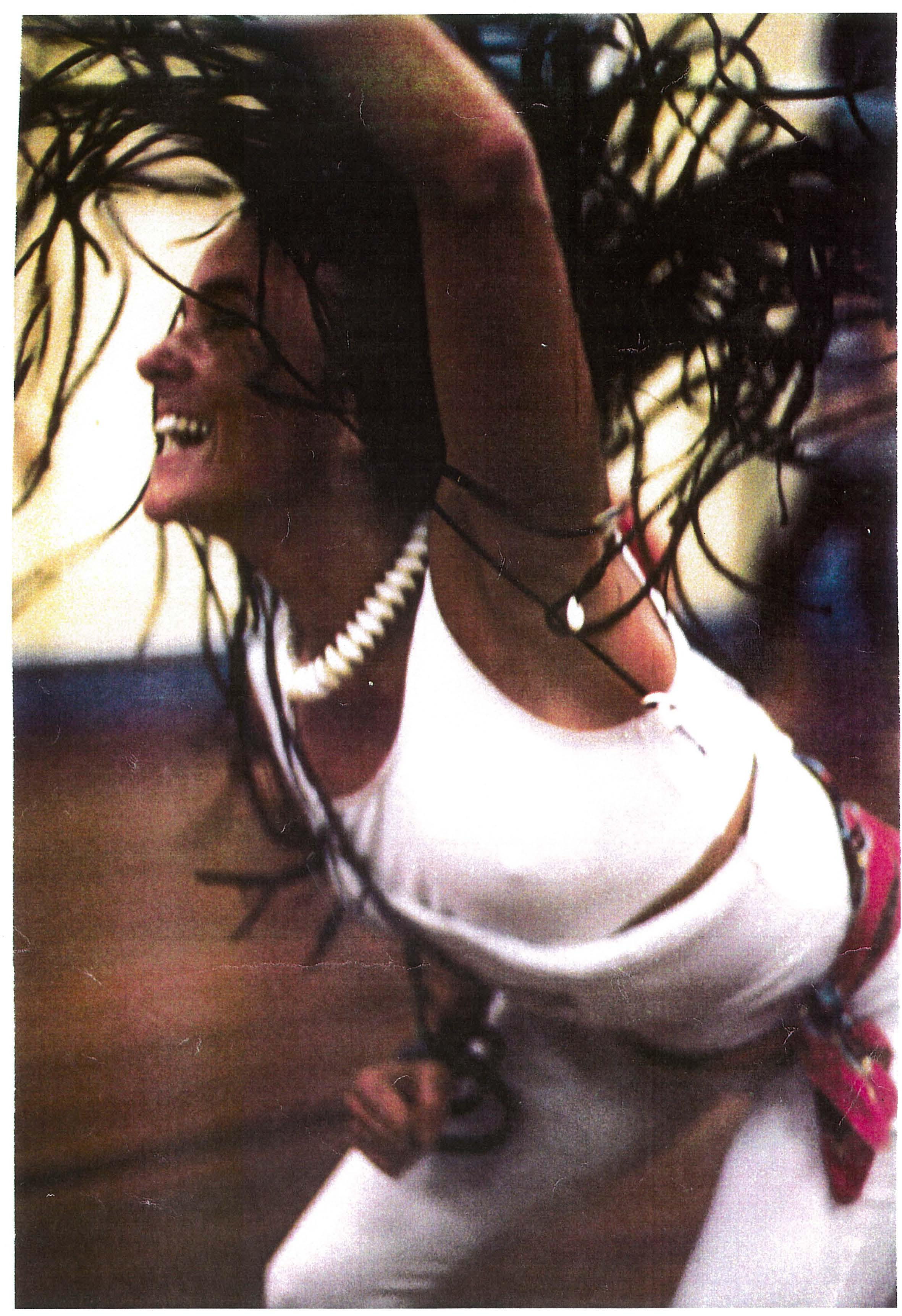
Fotografía de Hugh Hamilton, Bondi Pavillon, Sídney

Desde entonces, las vértebras cervicales de Jeanine Claes necesitarían de una exposición regular al calor. Entonces ella comenzó a viajar por el mundo, buscando lugares de sol radiante y temperaturas cálidas. Primero fue la región Casamanza, siguiendo los concejos de sus músicos africanos, porque en el escenario, la mirada de su expareja Guem la desestabilizo. Por lo tanto, ella se fue a vivir a un pueblo donde un Marabout habría conseguido con éxito tratarla. Desde entonces, cada vez que se encontraba en África, vería a un Marabout. Y cuando ella estuvo en Haití, recurrió a un ritual de vudú en los guetos de Puerto Príncipe.
Cuando ella se encontraba en pueblo auténticos africanos, su repertorio artístico fue mejorado. Y de regreso de Haití, ella introdujo ondulaciones en su danza la cual estaba en lo más alto hasta ese momento. Nadie era capaz de clasificar su danza o estilo. Los expertos solo podían estar de acuerdo en algo, y era en que junto a Carolyn Carlson, ella era la única bailarina en la cual se podía ver una diferencia, algo especial, un aura, como una luz brillante. Jane Fonda Escucho acerca del trabajo de Jeanine. Cerca de hacer una fortuna con aeróbicos, desarrollados en 1968 por el doctor Kenneth H. Cooper, la actriz y mujer de negocios americana le ofreció a Jeanine un puente de oro para cruzar el Atlántico y vivir en California, donde sus métodos de danza podrían ser comercializados. Pero al igual que con Mick Jagger, Jeanine declino a Fonda, con un resonante rechazo en el cual deploraba las clases de aeróbicos, argumentando que los participantes estaban desconectados de su parte espiritual y que eran como máquinas, como robots con músculos pero sin sentimientos.

### Exilio en el Pacífico Sur
Ahora en lo más alto de su oficio, Jeanine Claes comenzó un tour mundial con dos percusionistas. Desafortunadamente esto la llevaría a un camino sin salida. Ella terminó en Sídney, en Bondi Pavilion, donde mirando el Océano Pacífico dictó clases hasta el 2001, antes de eventualmente fallecer en Tasmania.

## Metodología

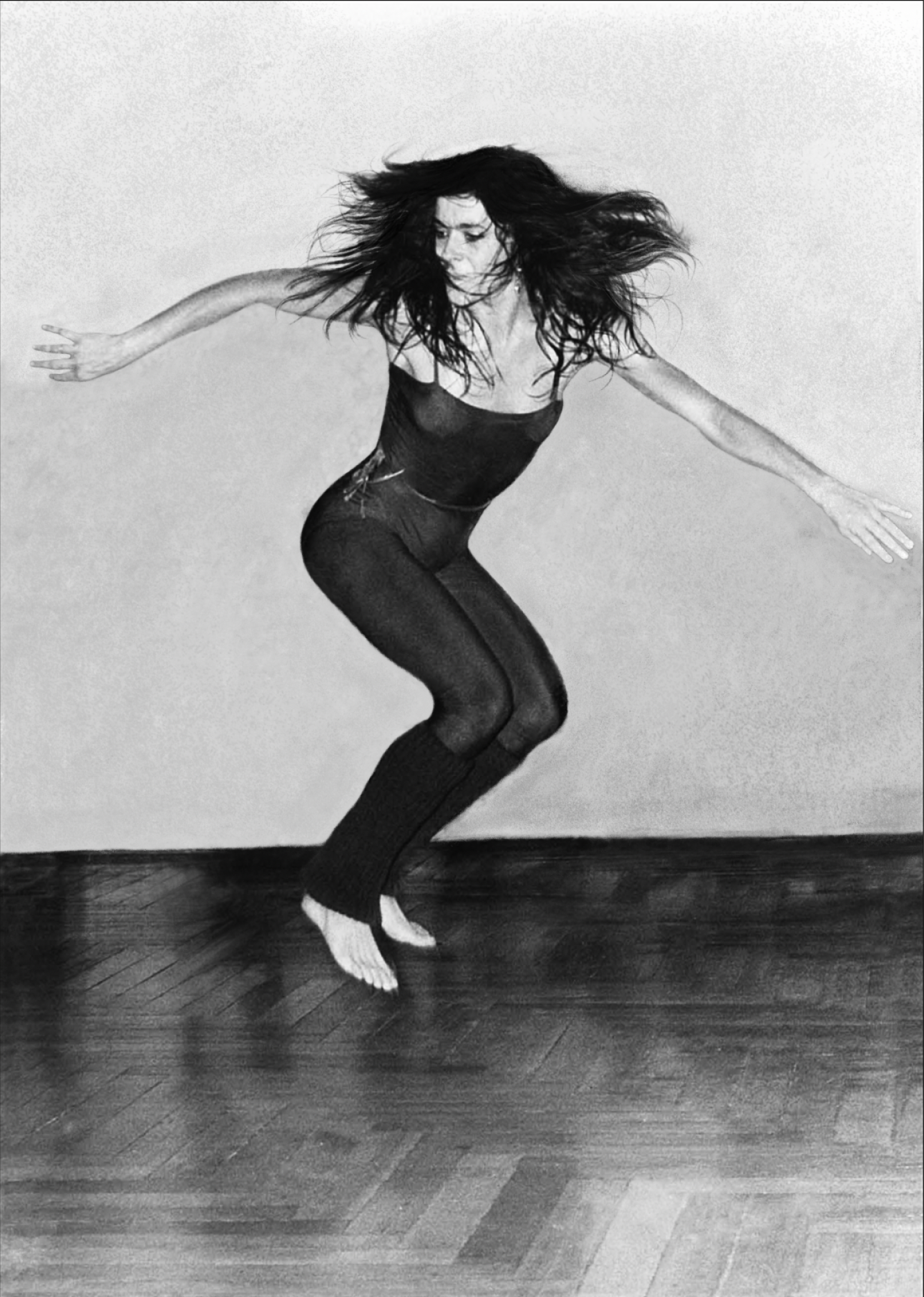
Colección Jeanine Claes

Para Jeanine, su expresión de danza africana es primero que todo un estado mental. Después de entender el ritmo de los tambores, se debe ser capaz de comunicarse con ellos. Este muy propio y largo entendimiento de los tambores lleva a los estudiantes a un mejor entendimiento de sí mismos. Fallando a estos principios la danza se convierte en un cliché. Jeanine tenía la reputación de separar estos pasos a sus estudiantes, y su prioridad fue siempre permitir a cualquiera de ellos, sin importar su edad o nivel, comenzar directamente con danzas.

## Terapia
En el American Center, algunos estudiantes registrados como recomendados por sus médicos generales como autoridades médicas francesas, estaban convencidos acerca de los beneficios de las clases de Jeanine Claes en ritmo y danza para el equilibrio de sus pacientes. En su clase de expresión y danza africana, todo era relacionado con rotación de pelvis, pero para manejar esto, sus estudiantes necesitaban primero liberar sus mentes. Si una reconciliación entre cuerpo y mente puede tener lugar allí, entonces también ellos podrían liberarse sexualmente en el proceso.

## Principales Coreografias
En la mayoría de sus coreografías, Jeanine Claes es la principal intérprete.
Frecuentemente su show no lleva un nombre específico y su formato puede cambiar sin previo aviso. Usualmente ella realiza sus coreografías en solo. Situada en el sigo de improvisación es muy extraño que su siguiente show sea semejante al anterior, a pesar de llevar el mismo nombre, estando conectados a cada momento con el espacio, el número de percusionistas, el diálogo existente y luego bailarines y músicos.
- L’Africaine, septiembre de 1990 (Kensington, Sídney).
- Shooting Star, agosto de 1987. Creado exclusivamente en principio para ser presentado en el “Performance Space of Sydney”, este show sería puesto en escena por alrededor de un año en los teatros y clubes de la capital de Nueva Gales del Sur.[14]
- Rythme et Danse, 1980-1985. Este show viajó por Europa y también por África. La versión de esta sería realizada con tres percusionistas.
- Soleil, 1980 Voyage, en los setenta.
- Tam-Tam, a comienzos de los setenta.

## Discografía
En 1980, para darle la oportunidad a sus estudiantes de practicar en casa, ella compuso y produjo un álbum de vinilo. Sus ritmos son originales y no tiene nada de tradicional. El álbum fue grabado en unos días en el estudio 142 Rue Réaumur (París IIe), con dos percusionistas, parte de la columna vertebral de sus clases en el American Center; El Senegals Aziz N’Diaye y el Francés de origen Antillano Philippe Lincy, los cuales luego comenzaron su propio grupo llamado Doudoumba.
- Soleil: Rythme et danse (1980, Jeanine Claes – JC5947-1/Fr)